# アーバック則
アーバック則（アーバックそく、Urbach rule）とは、励起子による吸収スペクトルにおいて、低エネルギー側の指数関数的に減少するスペクトル形状を表した次の式をいう。
{\displaystyle A(E)\propto \exp \left(-{\frac {\sigma (E_{0}-E)}{k_{B}T}}\right)}
ここでσはスティープネス因子と呼ばれる大体 1 程度の大きさの物質定数、E0 は各温度の低エネルギー側尾部の延長線が一点に収束するエネルギーであって、おおよそ吸収ピークエネルギーに等しい。
吸収線のピーク部および高エネルギー側尾部ではローレンツ関数で表されるが、低エネルギー側尾部では、吸収スペクトルはアーバック則に従う物質が多い。